# Sidi Lahsen
Sidi Lahsen (àrab: سيدي لحسن, Sīdī Laḥsan) és una comuna rural de la província de Taourirt de la regió de L'Oriental. Segons el cens de 2014 tenia una població total de 9.259 persones.